# Stylodipus
Stylodipus is een geslacht van zoogdieren uit de familie van de jerboa's (Dipodidae). De wetenschappelijke naam van het geslacht werd in 1925 gepubliceerd door Glover Morrill Allen.

## Soorten
Er worden 4 soorten in dit geslacht geplaatst:
- Stylodipus andrewsi G. M. Allen, 1925
- Stylodipus birulae (Vinogradov, 1937)
- Stylodipus sungorus Sokolov & Shenbrot, 1987
- Stylodipus telum (H. Lichtenstein, 1823)